# Nectandra angusta
Nectandra angusta là một loài thực vật thuộc họ Lauraceae. Đây là loài đặc hữu của Bolivia.